# Bibimys torresi
Bibimys torresi е вид гризач от семейство Мишкови (Muridae). Видът е почти застрашен от изчезване.

## Разпространение
Разпространен е в Аржентина.

## Описание
Теглото им е около 28 g.
Популацията на вида е намаляваща.